# Manuel Barreiro
Manuel Barreiro Bustelo (ur. 8 lipca 1986 w Santiago de Compostela) – hiszpański piłkarz występujący na pozycji napastnika w CD Lugo.